# Иевлев, Виталий Михайлович
Виталий Михайлович Иевлев (1926—1990) — советский учёный в области энергетики и ракетного двигателестроения, главный конструктор, член-корреспондент Академии наук СССР (1964). Один из пионеров разработки жидкостных ракетных двигателей, инициатор программы создания ядерных ракетных двигателей и энергетических ядерных установок.

## Биография
Родился 15 мая 1926 года в Брянске в семье военного врача и учительницы математики.
В 1942 году находился в эвакуации в Томске, где поступил в Электромеханический институт инженеров железнодорожного транспорта и одновременно — на заочное отделение физико-математического факультета Томского университета.
В 1944 году Виталий Иевлев переехал в Москву и был принят на третий курс Московского авиационного института, который окончил в 1948 году. Уже будучи студентом, в 1947 году начал работать в НИИ-1 Министерства авиационной промышленности СССР (ныне — Исследовательский центр им. М. В. Келдыша), в котором проработал всю жизнь, пройдя путь от аспиранта до главного конструктора. Иевлев также является организатором кафедры физической механики Московского физико-технического института, которую возглавлял свыше 25 лет. В 1951 году Иевлеву была присвоена учёная степень кандидата технических наук, в 1956 году он стал доктором технических наук, а в 1958 году — профессором.
Скончался 1 января 1990 года в Москве после онкологического заболевания. Похоронен на Головинском кладбище (участок 7).

## Научная деятельность
Начиная с 1948 года провёл систематические исследования охлаждения камер ЖРД в качестве начальника отдела теплообмена. Был разработан полуэмпирический интегральный метод расчета турбулентного пограничного слоя. Это был прорыв в решении проблем теплообмена с турбулентным пограничным слоем не только в камерах ЖРД, но и в других устройствах с течениями высокотемпературных, химически реагирующих продуктов, движущихся с большими скоростями.
В институте были исследованы охлаждающие свойства основных компонентов топлива. По результатам всего комплекса работ по теплообмену в камере ЖРД были созданы Руководство для конструкторов и отраслевой стандарт.
В. М. Иевлев является основоположником полуэмпирической теории турбулентности и автором расчётов теплозащиты авиационных и ракетных двигателей, крупнейшим специалистом по теплофизике, в частности, по тепломассообмену в жидкостных ракетных двигателях, по гидромеханике, механике и методам преобразования энергии.
Был главным конструктором по созданию газофазного ядерного реактора и разработке плазменных технологий на летательных аппаратах.
Основатель и руководитель кафедры физической механики МФТИ.

## Память

Надгробный памятник на могиле Иевлева В. М. Головинское кладбище, участок 7.

На здании Исследовательского центра имени М. В. Келдыша, где работал Виталий Михайлович Иевлев, учёному установлена мемориальная доска.

## Награды
- В 1959 году Иевлеву была присуждена премия им. Н. Е. Жуковского за лучшую работу по теории авиации.
- Был награждён орденами Ленина (1971) и Трудового Красного Знамени (1956, 1957, 1975), медалью «За доблестный труд в ознаменование 100-летия со дня рождения В. И. Ленина» (1970).
- В 2002 году был посмертно удостоен Премии Правительства Российской Федерации[14].

## Семья
Супруга — Заря Васильевна Иевлева (1925—2017).